# Central nuclear de Kaiga
La Central nuclear de Kaiga (en canarés:  ಕೈಗಾ ಪರಮಾಣು ವಿದ್ಯುತ್‌ ಸ್ಥಾವರ) es una central nuclear ubicada en Kaiga, cerca del río Kali, en el distrito de Uttara Kannada de Karnataka, India. La planta está en funcionamiento desde marzo de 2000 y es operada por la Corporación de Energía Nuclear de la India.

## Historia
El 27 de noviembre de 2010 entró en funcionamiento la unidad 4 de la central generadora Kaiga, de 220 MW de capacidad. El 19 de enero de 2011, la unidad 4, con una capacidad de 220 MW, se conectó a la red eléctrica del sur a la 01:56. Con esto, la capacidad total ascendió a 880 MW brutos, convirtiéndola en la tercera más grande de la India, después de Tarapur (1400 MW) y Rawatbhata (1180 MW). La unidad, alimentada con uranio autóctono, suministrará electricidad a Karnataka, Andhra Pradesh, Kerala, Tamil Nadu y Puducherry.
En diciembre de 2018, obtuvo el honor de establecer un récord mundial de operación continua entre todas las centrales nucleares. Al 10 de diciembre de 2018, la KGS-1, que se sincronizó con la red del sur de la India el 13 de mayo de 2016, continúa operando durante un récord de 962 días. El récord anterior de operación continua lo ostentaba la Unidad 8 de Heysham II, que operó del 18 de febrero de 2014 al 15 de septiembre de 2016 durante un récord de 940 días.
En este lugar se están construyendo dos unidades IPHWR, cada una con una capacidad de 700 MW. En febrero de 2017 comenzaron las actividades previas al proyecto y, si todo sale según lo previsto, la primera de las dos alcanzará su punto crítico alrededor de 2024-25.